# エリック・デ・フラーミンク
エリック・デ・フラーミンク（Eric De Vlaeminck、1945年3月23日 - 2015年12月4日）は、ベルギー、エークロー出身の元自転車競技選手。

## 来歴
クラシックレースのモニュメント完全制覇達成者である、ロジェ・デ・フラーミンクは実弟。ロジェもそうであったが、シクロクロスとロードレースの兼用選手であった。しかしながら、ロジェはロードレースにおける実績面が特筆されるが、当人はシクロクロスで抜群の実績を挙げた。特に、世界選手権自転車競技大会シクロクロスのプロ部門における6連覇、通算7度の優勝回数は、（男子）エリートと名称が変わった今日も、未だ同大会の大会記録として保持されている。また、シクロクロスの通算優勝回数は100を超えている。
シクロクロス世界選手権のプロ部門では、1966年〜1973年までの間、1967年以外の大会で優勝を果たしたが、同年の大会は、マシーントラブルが生じたため優勝できなかった。また、1968年の大会では、当人がプロ部門、弟のロジェがアマ部門で優勝するという快挙を成し遂げている。

## 主な実績
年表記は省略。
- 世界選手権自転車競技大会シクロクロス・プロ部門 - 1966、1968、1969、1970、1971、1972、1973
- ベルギー・シクロクロス選手権・プロ部門 - 1967、1969、1971、1972
- ツール・ド・ベルギー 総合優勝 - 1969
- ツール・ド・フランス - 区間1勝(1968、第2ステージ）
- ドリダーフス・ファン・ウェスト＝フラーンデレン 総合優勝 - 1969